# Campanario (Tarija)
Campanario ist eine Ortschaft im Departamento Tarija im südamerikanischen Andenstaat Bolivien.

## Lage im Nahraum
Campanario ist drittgrößter Ort des Kanton Iscayachi im Municipio El Puente in der Provinz Eustaquio Méndez. Die Ortschaft liegt auf einer Höhe von 3517 m im Biologischen Schutzgebiet Cordillera de Sama am linken, westlichen Ufer des Río Tomayapo, der flussabwärts in den Río San Juan del Oro mündet.

## Geographie
Campanario liegt im südöstlichen Teil der kargen Hochebene des bolivianischen Altiplano. Das Klima ist wegen der Binnenlage kühl und trocken und durch ein typisches Tageszeitenklima gekennzeichnet, bei dem die mittleren Temperaturschwankungen zwischen Tag und Nacht in der Regel deutlich größer sind als die jahreszeitlichen Schwankungen.
Die Jahresdurchschnittstemperatur liegt bei 11 °C (siehe Klimadiagramm Yunchará) und schwankt nur unwesentlich zwischen gut 6 °C im Juni/Juli und gut 14 °C von November bis März. Der Jahresniederschlag beträgt nur knapp 400 mm, mit einer stark ausgeprägten Trockenzeit von April bis Oktober mit Monatsniederschlägen unter 15 mm, und einer Feuchtezeit von Dezember bis Februar mit 80–95 mm Monatsniederschlag.

## Verkehrsnetz
Campanario liegt in einer Entfernung von 64 Straßenkilometern westlich von Tarija, der Hauptstadt des gleichnamigen Departamentos.
Von Tarija aus führt die Nationalstraße Ruta 1 nach Norden, durchsticht die Cordillera de Sama in nordwestlicher Richtung und führt über die Ortschaft San Lorencito weiter nach Camargo, Padcoyo und Potosí. In San Lorencito zweigt eine unbefestigte Landstraße in südlicher Richtung ab und erreicht Iscayachi nach weiteren elf Kilometern. Von dort führt die Straße über Campanario weiter nach Süden, durchquert die Pampa de Tajzara mit den Salzseen Laguna Tajzara und Laguna Grande, und biegt südlich der Laguna Grande dann nach Westen ab und erreicht über Yunchará die Ruta 14, die von Villazón an der argentinischen Grenze zur Provinzhauptstadt Tupiza und weiter nach Potosí führt.

## Bevölkerung
Die Einwohnerzahl der Ortschaft ist im vergangenen Jahrzehnt geringfügig angestiegen:
| Jahr | Einwohner         | Quelle       |
| ---- | ----------------- | ------------ |
| 1992 | keine Detaildaten | Volkszählung |
| 2001 | 413               | Volkszählung |
| 2012 | 425               | Volkszählung |
| 2024 |                   | Volkszählung |